# Amphiglossus alluaudi
Amphiglossus alluaudi är en ödleart som beskrevs av  Brygoo 1981. Amphiglossus alluaudi ingår i släktet Amphiglossus och familjen skinkar. IUCN kategoriserar arten globalt som sårbar.
Artens utbredningsområde är Madagaskar. Inga underarter finns listade i Catalogue of Life.

## Bildgalleri

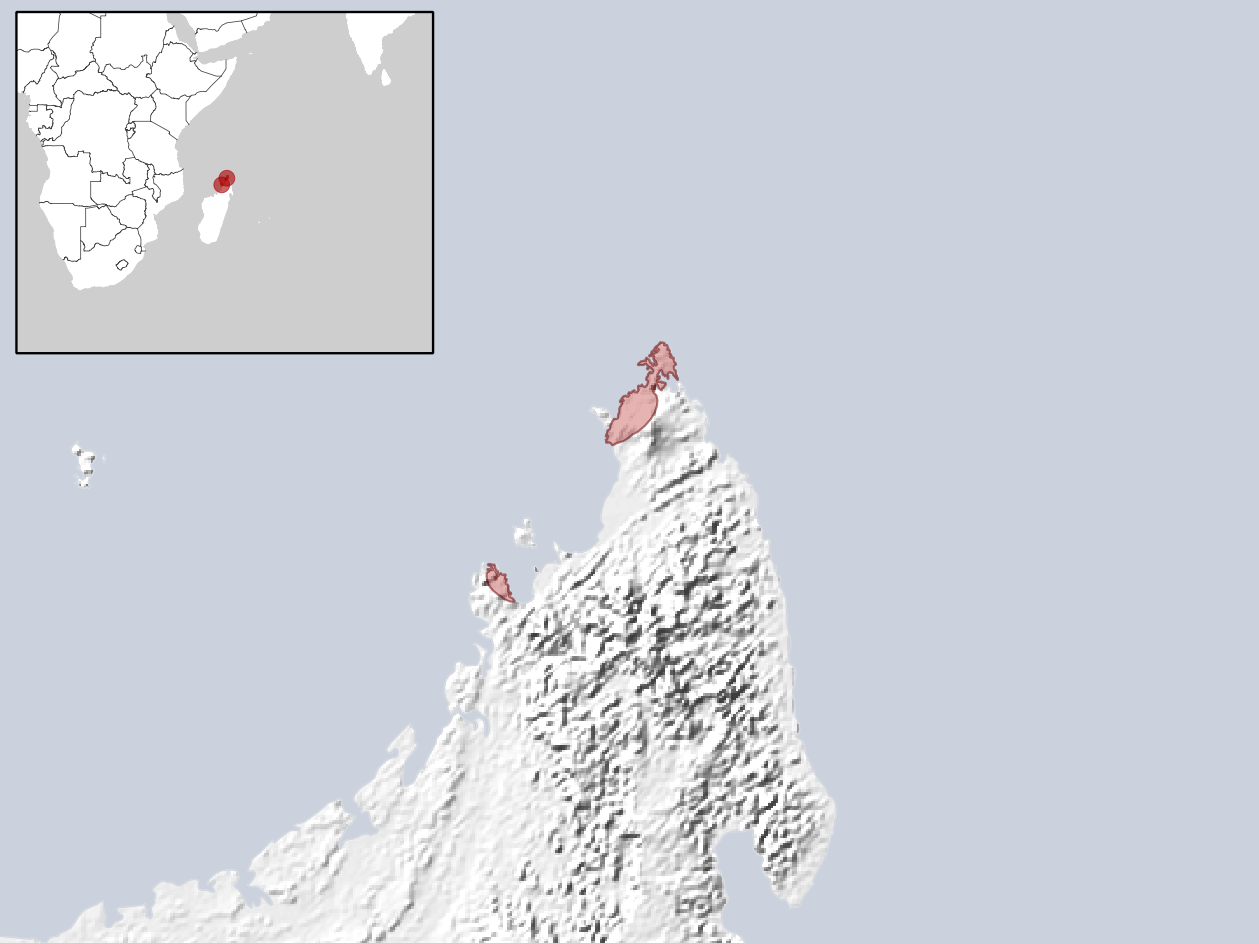